# Vestre Ringvej (Hedensted)
 For alternative betydninger, se Vestre Ringvej. (Se også artikler, som begynder med Vestre Ringvej)
Vestre Ringvej  er en to sporet ringvej der går vest om Hedensted. Vejen er med til at lede trafikken vest om Hedensted Centrum, så byen ikke bliver belastet af for meget gennemkørende trafik.
Vejen forbinder Hovedvejen i syd med Teknikkervej i nord, og har forbindelse til Parallelvej, Vesterbyvej , Skovbrynet, Årupvej og Gesagervej.